# S1000-Klasse
Die S1000-Klasse war die Bezeichnung einer Klasse von konventionellen U-Booten mit außenluftunabhängigem Antrieb, die vom russischen Rubin Design Bureau und von der italienischen Fincantieri in einem Gemeinschaftsprojekt entwickelt wurde.

## Entwicklung
Nach längeren Verhandlungen begannen die beiden Werften im Jahr 2004 mit dem Projekt für eine Klasse kostengünstiger, etwa 1000 Tonnen verdrängender dieselelektrischer Boote, die mittels Brennstoffzellen auch außenluftunabhängig operieren können. Es handelt sich um eine überarbeitete Version des russischen Projekts 1650 Amur. Diese hauptsächlich für den Export vorgesehenen Boote wurden 2006 und 2008 auf der Rüstungsmesse Euronaval in Frankreich vorgestellt. Neben ihrer Rolle als Jagd-U-Boote sollen sie vor allem zur Aufklärung und zur Unterstützung von Spezialkräften dienen. Interesse an den Booten haben die Streitkräfte Italiens und Indiens gezeigt.